# Una banda allo sbando
Una banda allo sbando (The Knights of Prosperity) è una serie televisiva statunitense andata in onda per una sola stagione sulla ABC.

## Episodi
| Stagione       | Episodi | Prima TV USA | Prima TV Italia |
| -------------- | ------- | ------------ | --------------- |
| Prima stagione | 13      | 2007         | 2008            |